# Ca l'Amadeo
Ca l'Amadeo és una obra del Vendrell (Baix Penedès) inclosa a l'Inventari del Patrimoni Arquitectònic de Catalunya.

## Descripció
La casa, decorada amb carreus i motius florals a la paret superior, és composta per dues plantes. La planta baixa presenta una portalada central amb llinda i dues finestres per banda, les dues coses (porta i finestres) són rematades per unes motllures que descriuen línies corbes. La planta principal és composta per una gran balconada de pedra, sostinguda per mènsules, que recorren tota la façana descrivint unes formes còncaves-convexes. Rematant l'estructura es troba una cornisa amb obertures el·líptiques, mènsules decoratives i una barana de pedra, el centre de la qual descriu una gran corba rematada per pinacles en forma de bola.

## Història
La casa pertany a una senyora filla de la vila, però que actualment resideix a Barcelona. L'edifici és habitat tan sols alguns caps de setmana i les vacances.